# (4989) Joegoldstein
(4989) Joegoldstein est un astéroïde de la ceinture principale.

## Description
(4989) Joegoldstein est un astéroïde de la ceinture principale. Il fut découvert le 28 février 1981 à Siding Spring par Schelte J. Bus. Il présente une orbite caractérisée par un demi-grand axe de 2,57 UA, une excentricité de 0,18 et une inclinaison de 12,3° par rapport à l'écliptique.

## Compléments